# Iakîmivți, Krasîliv
Iakîmivți (în ucraineană Якимівці) este un sat în comuna Hrîțenkî din raionul Krasîliv, regiunea Hmelnîțkîi, Ucraina.

## Demografie
Componența lingvistică a localității Iakîmivți
     Ucraineană (97,58%)
     Rusă (2,42%)
Conform recensământului din 2001, majoritatea populației localității Iakîmivți era vorbitoare de ucraineană (97,58%), existând în minoritate și vorbitori de rusă (2,42%).